# Kündigung (Deutschland)
Die Kündigung ist im deutschen Recht der Rechtsbegriff für ein Gestaltungsgeschäft, das die Beendigung eines Schuldverhältnisses durch einseitige, empfangsbedürftige Willenserklärung zum Inhalt hat.
Bei Schuldverhältnissen, insbesondere bei Dauerschuldverhältnissen, kann die eine von der anderen Vertragspartei eine Leistung oder Gegenleistung fordern, solange das Schuldverhältnis besteht. Schuldverhältnisse enden entweder mit der vereinbarten Laufzeit oder Fälligkeit, der vereinbarten Frist, dem Rücktritt oder durch Kündigung. Dauerschuldverhältnisse wie Arbeitsvertrag, Gesellschaftsvertrag, Handyvertrag, Kreditvertrag, Leasing, Leihe, Miete, Mobilfunkvertrag, Pacht oder Versicherungsvertrag sind häufig unbefristet und können daher ausschließlich durch Kündigung beendet werden (wie bei der Kündigung des Arbeitsvertrags).
Die Kündigung steht zwischen dem Prinzip des „pacta sunt servanda“ (einmal geschlossene Verträge sind einzuhalten) einerseits und dem Prinzip der Privatautonomie, der Vertragsfreiheit, die das Recht garantiert, sich von einem einmal geschlossenen Vertrag auch wieder lösen zu können, andererseits. Aus diesem Grund wird das Institut der Kündigung zwar von der Rechtsordnung vorgesehen, jedoch hinsichtlich seiner Wirksamkeit an zahlreiche formale und materielle Voraussetzungen geknüpft, die das Interesse des Vertragspartners an einer Verlässlichkeit vertraglicher Beziehungen angemessen berücksichtigen sollen.
Zu einer wirksamen Kündigung gehört ein Kündigungsgrund einerseits und eine wirksame Kündigungserklärung andererseits. Letztere wird unter anderem durch die einzuhaltende Kündigungsfrist und durch Formerfordernisse für die Kündigungserklärung, beispielsweise die Schriftform, bestimmt. Es kann auch Kündigungsverbote, Kündigungsausschlüsse oder Kündigungsschutzbestimmungen geben.

## Etymologie
Das Wort „Kündigung“ tauchte ersichtlich erstmals 1328 als „kůndeghinge“ im Mittelhochdeutschen in Hildesheim auf und hatte die Bedeutung von „kundtun, bekannt machen“. Über „kundiginge“ (1412) und „kuͤndigung“ (1786) fand es zu seiner heutigen Schreibweise.
Der Begriff der Kündigung wird im allgemeinen Sprachgebrauch im Sinne von „(Auf)lösung“, „Aufhebung“, „Verweigerung“ oder „Entlassung“ verwendet. Der Begriff „kündigen“ hatte bis zum 18. Jahrhundert die Bedeutung „bekannt machen“ oder „kundtun“. Seit Beginn des 19. Jahrhunderts ersetzte der Begriff das zuvor gebräuchliche Wort „aufkündigen“ im Sinne von „die Auflösung eines Vertrages kundtun“.

## Voraussetzungen wirksamer Kündigungen
Die Kündigung ist eine einseitige rechtsgestaltende Willenserklärung, die auf die Beendigung eines Dauerschuldverhältnisses mit Wirkung für die Zukunft (ex nunc) gerichtet ist.

### Dauerschuldverhältnis
Durch die Kündigung wird ein Schuldverhältnis durch einen der Vertragspartner beendet. Grundsätzliche Voraussetzung ist, dass dieses Schuldverhältnis auf einen fortlaufenden Leistungsaustausch gerichtet ist (sog. Dauerschuldverhältnis) und dass das Schuldverhältnis zum Zeitpunkt der Kündigung besteht. Ein einzelner Kaufvertrag ist beispielsweise kein Dauerschuldverhältnis, denn er wird durch Austausch von Leistung und Gegenleistung beendet und ist daher einer Kündigung nicht zugänglich. Im Gegensatz dazu stellt z. B. das Abonnement einer Zeitschrift ein Dauerschuldverhältnis dar. Hier verpflichtet sich der Abonnent, während der Vertragslaufzeit die jeweiligen Ausgaben abzunehmen und das vereinbarte Entgelt zu entrichten. Weitere klassische Dauerschuldverhältnisse sind beispielsweise der Arbeitsvertrag, der Mietvertrag oder der Darlehensvertrag. Diese dauern an und können gekündigt werden.

### Erklärungsinhalt
Der Erklärende muss einen bestimmten Vertrag kündigen wollen und muss sich auch darüber bewusst sein, dass er mit seiner Erklärung diesen bestimmten Vertrag beendet. Umgekehrt muss der Erklärungsempfänger verstehen, dass der Erklärende einen bestimmten Vertrag durch Ausspruch einer Kündigung beenden will. Die Erklärung des Vertragspartners: „Gehen Sie mir aus den Augen“ kann beispielsweise je nach Situation eine Kündigungserklärung darstellen, sie kann je nach Situation vom Erklärungsempfänger auch so verstanden werden. Der Begriff „Kündigung“ muss hierbei nicht verwendet werden.

### Erklärungswirkung
Die Kündigung ist rechtsgestaltend. Das bedeutet, dass im Moment des Zugangs einer (wirksamen) Kündigung bzw. innerhalb der dabei geltenden Kündigungsfrist ein Vertrag unwiderruflich beendet wird. Aus diesem Grund kann eine Kündigung rechtstechnisch nicht „zurückgenommen“ werden. Die Erklärung, ein Vertragspartner nehme eine Kündigung zurück, wird daher so ausgelegt, dass der Erklärende den (Neu-)Abschluss eines gleichlautenden Vertrages zu unveränderten Vertragsbedingungen anbietet. Im Gegensatz zur (einseitigen) Kündigungserklärung bedarf dieses Angebot jedoch der Annahme des Vertragspartners. In der Praxis erfolgt diese Annahme regelmäßig durch eine tatsächliche Fortführung des Vertrages. Nimmt beispielsweise der Arbeitnehmer nach der Erklärung des Arbeitgebers, er nehme die Kündigung zurück, seine Arbeit wieder auf, wird diese Arbeitsaufnahme als konkludente Annahme des Angebots des Arbeitgebers verstanden.

### Einseitigkeit
Im Gegensatz zu zweiseitigen Rechtsgeschäften, bei denen regelmäßig eine Einigung, eine Annahme durch den anderen Vertragspartner notwendig ist, erfolgt die Kündigung ohne eine Annahme durch den Kündigungsempfänger. Für die Wirksamkeit der Kündigung ist es daher unerheblich, ob der Vertragspartner mit der Kündigung einverstanden ist oder nicht.

### Empfangsbedürftigkeit
Die Kündigung ist empfangsbedürftig, sie muss dem Vertragspartner zugehen. Das bedeutet, dass der Kündigungsempfänger von der Kündigung Kenntnis erlangen muss. Hierbei gelten die allgemeinen Regeln über den Zugang empfangsbedürftiger Willenserklärungen. Der Zugang einer schriftlichen Erklärung erfolgt dadurch, dass die Erklärung „in den Machtbereich des Empfängers“ gelangt. Wird beispielsweise eine per Einschreiben/Rückschein versandte schriftliche Kündigung nicht vom Adressaten bei der Post abgeholt und nach Ende der Wartezeit an den Absender zurückgesandt, so ist sie dem Vertragspartner nicht zugegangen und wird daher nicht wirksam. Sie ist nicht in seinen „Machtbereich“ gelangt, er hatte keinen unmittelbaren Zugriff auf die Kündigung. Dass der Kündigungsempfänger von der Kündigung hätte Kenntnis erlangen können, wenn er sie abgeholt hätte, ist unerheblich.
Umgekehrt reicht es für den Zugang der schriftlichen Kündigungserklärung beispielsweise aus, dass sie in den Briefkasten eingeworfen wird. Dies gilt selbst dann, wenn der Kündigende weiß, dass der Kündigungsempfänger sich in Urlaub befindet. Mit Einwurf in den Briefkasten gelangt sie in den Machtbereich des Kündigungsempfängers und ist damit zugegangen. Seit Oktober 2016 können gemäß § 309 Nr. 13 BGB Verträge nicht nur durch Brief, sondern als Textform auch per Fax oder per E-Mail, mit einem eingescannten pdf oder per SMS gekündigt werden.

### Bedingungsfeindlichkeit
Die Kündigung ist als Gestaltungsgeschäft, also als Ausübung eines sogenannten Gestaltungsrechts, bedingungsfeindlich. Das bedeutet, dass die Wirksamkeit einer ausgesprochenen Kündigung nicht vom Eintritt einer Bedingung abhängig gemacht werden kann. Die Ausübung von Gestaltungsrechten ist deshalb  „bedingungsfeindlich“, weil dem Erklärungsempfänger keine Ungewissheit und kein Schwebezustand zugemutet werden kann. Er soll eindeutig erkennen können, ob ein Vertragsverhältnis durch seinen Vertragspartner umgestaltet, also zum Beispiel gekündigt wurde. Wird die Kündigungserklärung unter eine solche unzulässige Bedingung gestellt, so ist die Kündigung unwirksam.
Unbedenklich sind nach der Rechtsprechung daher bedingte Gestaltungserklärungen, die den Erklärungsempfänger nicht in eine ungewisse Lage versetzen. Hierzu zählt beispielsweise die sogenannte Potestativbedingung, bei der die Wirksamkeit der Erklärung vom Willen des Erklärungsempfängers abhängt. Die sogenannte Änderungskündigung (Kündigung bei gleichzeitigem Angebot der Fortsetzung des Vertragsverhältnisses zu veränderten Vertragsbedingungen) wird beispielsweise unter einer solchen Potestativbedingung erklärt, da es vom Erklärungsempfänger abhängt, ob er die Kündigungswirkung eintreten lässt oder die veränderten Vertragsbedingungen annimmt.
Als unbedenklich gelten zudem in Deutschland sogenannte Rechtsbedingungen (lateinisch conditio iuris), die nicht als Bedingung im Sinne von § 158 BGB gesehen werden und deshalb nicht von der Bedingungsfeindlichkeit der Kündigung erfasst werden. Die im Arbeitsrecht gängige „außerordentliche und hilfsweise ordentliche Kündigung“ wird unter einer solchen Rechtsbedingung ausgesprochen. Die außerordentliche Kündigung ist dabei un-bedingt, die ordentliche Kündigung wird unter der (Rechts-)Bedingung ausgesprochen, dass die außerordentliche Kündigung aus Rechtsgründen unwirksam ist. Das Bundesarbeitsgericht (BAG) erachtet eine solche Kündigung als „genügend klare Kündigung zum nächsten (rechtlich) zulässigen Termin“. Der Wille des Kündigenden, das Arbeitsverhältnis zu beenden, sei dabei eindeutig erkennbar.

### Formvorschriften
Für verschiedene Dauerschuldverhältnisse schreibt das Gesetz eine besondere Form der Kündigung vor, die Voraussetzung ihrer Wirksamkeit ist. Nach § 125 BGB ist ein Rechtsgeschäft – und demzufolge auch eine Kündigungserklärung – nichtig, die nicht der gesetzlich vorgeschriebenen oder vertraglich vereinbarten Form entspricht. Die Schriftform ist beispielsweise für die Kündigung eines Arbeitsverhältnisses (§ 623 BGB) oder der Kündigung von Mietverträgen über Wohnraum (§ 568 BGB) vorgeschrieben. Die Schriftform einer Kündigung kann auch vertraglich vereinbart werden.
Darüber hinaus sind viele Verträge auch elektronisch kündbar. Seit dem 1. Juli 2022 ist für online abgeschlossene Verträge die elektronische Kündigung über den sogenannten Kündigungsbutton zu ermöglichen.

### Begründungszwang
Die Begründung einer Kündigungserklärung ist im Grundsatz nicht notwendig. Eine außerordentliche Kündigung eines Arbeitsvertrages muss auf Anforderung zwar begründet werden (§ 626 Abs. 2 BGB). Ein Verstoß gegen diese Vorschrift macht die Kündigung aber nicht unwirksam, sondern kann lediglich eine Schadensersatzpflicht auslösen. Bestimmte Tarifverträge ordnen aber einen Begründungszwang an. Ein Ausbildungsvertrag kann nur mit schriftlicher Begründung gekündigt werden (siehe Kündigung eines Berufsausbildungsverhältnisses). Die Kündigung eines Mietvertrages über Wohnraum bedarf hingegen der schriftlichen Begründung (§ 568 Abs. 1 BGB), es sei denn, die Kündigung erfolgt durch den Mieter.
Die Anforderung, die Gründe der Kündigung zu benennen, muss von der Frage unterschieden werden, ob die Gründe, die die Kündigung rechtfertigen, tatsächlich vorliegen. Im letztgenannten Sinne ist natürlich nur eine „begründete“ Kündigung wirksam.

### Kündigungsfristen
Eine ordentliche Kündigung muss die jeweils geltende Kündigungsfrist einhalten. Häufig müssen auch bestimmte Termine eingehalten werden. Diese Termine und Fristen ergeben sich in erster Linie aus dem Vertragsinhalt des jeweiligen Dauerschuldverhältnisses. Wurden keine individuellen Vereinbarungen zwischen den Vertragsparteien getroffen, so gelten die gesetzlichen Bestimmungen. Diese greifen auch, wenn die getroffenen Vereinbarungen in unzulässiger Weise vom gesetzlichen Regelfall abweichen.
Die Kündigungsfristen für die ordentliche Kündigung eines Wohnraummietvertrages sind beispielsweise in § 573c BGB geregelt. Die dort genannten Termine und Fristen gelten automatisch, wenn der Vertrag zwischen Mieter und Vermieter keine entsprechende Regelung enthält. Existieren jedoch entsprechende Vereinbarungen, so sind diese nur wirksam, wenn die den Mieter nicht schlechter stellen als diese gesetzliche Vorschrift.
Im Bankrecht wird auch von Verfügungsfristen gesprochen, beispielsweise bei befristeten Einlagen in Termingeld („Festgeld“); oft handelt es sich aber um ein befristetes Vertragsverhältnis mit einer vereinbarten Laufzeit bzw. Anlagedauer, das keiner eigenständigen Kündigung bedarf.

## Arten der Kündigung
Allgemein ist zwischen ordentlicher und außerordentlicher Kündigung zu unterscheiden. Daneben existiert als Sonderform der bedingten Kündigung die Änderungskündigung.

### Ordentliche Kündigung
Eine ordentliche Kündigung (auch: fristgerechte Kündigung) ist eine Kündigung, die das Vertragsverhältnis unter Einhaltung einer Kündigungsfrist – also zum nächstmöglichen Termin oder zu einem späteren zulässigen Zeitpunkt – beendet. Eine Kündigung, durch die das Vertragsverhältnis zu einem unzulässigen Zeitpunkt beendet werden soll, kann gemäß § 140 BGB in eine Kündigung zum nächstzulässigen Termin umgedeutet werden. Im Arbeitsrecht ist neben den Kündigungsregelungen des BGB auch das Kündigungsschutzgesetz (KSchG) zu beachten. Die ordentliche Kündigung darf gemäß § 620 Abs. 2 BGB beim unbefristeten Arbeitsvertrag vereinbart werden. Das KSchG enthält Spezialvorschriften gegenüber dem BGB. Das KSchG verlangt für die ordentliche Kündigung neben der Einhaltung der Kündigungsfrist zusätzlich das Vorliegen von Kündigungsgründen. Es gibt drei Arten von Kündigungsgründen: die personenbedingte, die verhaltensbedingte und die betriebsbedingte Kündigung. Sofern nicht gesetzliche Regelungen entgegenstehen, können die Voraussetzungen einer Kündigung auch vertraglich vereinbart werden. Im Bereich des Arbeitsrechtes sind Kündigungsfristen außer in § 622 BGB häufig in Tarifverträgen geregelt. Bis zum Limit der jeweils geltenden Bindungsgrenze kann das Recht zur ordentlichen Kündigung durch vertragliche Vereinbarung abbedungen werden.

### Außerordentliche Kündigung
Eine außerordentliche Kündigung (auch fristlose Kündigung) ist eine Kündigung, durch die das Vertragsverhältnis aus wichtigem Grund in der Regel ohne Einhalten einer gesetzlichen, tarifvertraglichen oder einzelvertraglichen Kündigungsfrist beendet wird. Die außerordentliche Kündigung ist in Deutschland für das allgemeine Schuldrecht in § 314 BGB geregelt. Daneben existieren gesetzliche Sonderregelungen für einzelne Schuldverhältnisse, z. B. in § 543 BGB für das Mietrecht oder in § 626 BGB für Dienstverhältnisse gemäß § 611 BGB (beispielsweise im  Arbeitsrecht, bei Verträgen mit Schulträgern oder mit Anbietern anderer Dienstleistungen). Ein wichtiger Grund liegt vor, wenn dem Kündigenden unter Berücksichtigung aller Umstände des Einzelfalls und unter Abwägung der beiderseitigen Interessen die Fortsetzung des Vertragsverhältnisses bis zur vereinbarten Beendigung oder bis zum Ablauf einer Kündigungsfrist unzumutbar ist.
Die außerordentliche Kündigung kann nicht durch Vertrag oder Vereinbarung ausgeschlossen werden.
Nach § 314 Abs. 3 BGB kann der Berechtigte nur innerhalb einer angemessenen Frist kündigen, nachdem er vom Kündigungsgrund Kenntnis erlangt hat. Besteht der wichtige Grund in der Verletzung einer Vertragspflicht, so schreibt § 314 Abs. 2 BGB vor, dass die außerordentliche Kündigung nur nach erfolglosem Ablauf einer zur Abhilfe bestimmten Frist oder nach erfolgloser Abmahnung zulässig ist. Insbesondere im Mietrecht und im Arbeitsrecht ist dieses Erfordernis zur Nachfristsetzung bzw. zur Abmahnung durch spezielle Rechtsnormen bzw. eine gefestigte Rechtsprechung geregelt. Im Mietrecht bestimmt § 543 Abs. 3 BGB, wann eine Abmahnung vor Ausspruch der außerordentlichen Kündigung entbehrlich ist, im Arbeitsrecht gilt, dass bei besonders schweren Verstößen gegen arbeitsvertragliche Pflichten die Abmahnung entbehrlich sein kann.

### Änderungskündigung
Eine Änderungskündigung ist die Kündigung eines Dauerschuldverhältnisses, verbunden mit dem Angebot der Fortsetzung des Vertragsverhältnisses unter veränderten Vertragsbedingungen. Für das Arbeitsrecht ist sie in § 2 KSchG ausdrücklich geregelt.
Die Änderungskündigung findet man hauptsächlich bei Miet- und Arbeitsverträgen. Das Arbeitsrecht sieht im Kündigungsschutzgesetz jedoch einen besonderen Schutz für Arbeitnehmer vor, der auch im Falle der Änderungskündigung (z. B. Betriebsstättenverlagerung) greift.
Lehnt der Adressat der Änderungskündigung das Angebot zur Fortsetzung des Schuldverhältnisses unter den geänderten Bedingungen ab oder erklärt er sich nicht innerhalb der Zeit der Gültigkeit des Angebots, so wird das Schuldverhältnis durch die Änderungskündigung beendet. Die Änderungskündigung ist damit eine bedingte Kündigung, bei der der Eintritt der Kündigungswirkung von einer Erklärung des Vertragspartners abhängt.
Die Änderungskündigung ist von der Teilkündigung abzugrenzen, die sich nur auf einen Teil eines bestehenden Vertrags bezieht und regelmäßig unzulässig ist.

## Abgrenzung von anderen Beendigungstatbeständen

### Befristung
Bei einem befristeten Vertrag einigen sich die Vertragspartner bereits bei Abschluss des Vertrages darauf, dass der Vertrag nach einer bestimmten Zeit endet. Das Ende des Vertrages tritt daher automatisch mit Zeitablauf ein, ohne dass es einer (Kündigungs-)Erklärung bedarf. Da durch Befristungen jeglicher Kündigungsschutz umgangen werden kann, existieren beispielsweise im Bereich des Arbeitsrechts (§§ 14 ff. TzBfG) und im Bereich des Mietrechts (§ 575 BGB) Sonderregelungen, die die Zulässigkeit von Befristungen beschränken.
Während der Laufzeit eines befristeten Vertrages kann dieser Vertrag nur dann ordentlich gekündigt werden, wenn eine Kündigungsmöglichkeit vertraglich vereinbart wurde. Andernfalls kann ein befristeter Vertrag vor Fristablauf nicht bzw. nur außerordentlich aus wichtigem Grund gekündigt werden.

### Bedingung
Es kann auch vereinbart werden, dass ein Vertrag bei Eintritt einer bestimmten Bedingung, eines bestimmten Ereignisses, automatisch endet. Auch diese Verträge enden, ohne dass es einer weiteren Erklärung eines der Vertragspartner bedarf, sobald die Bedingung oder das Ereignis eintritt, ggf. nach Ablauf einer vereinbarten Auslauffrist.

### Aufhebungsverträge
Ein Aufhebungsvertrag ist ein Vertrag, in dem sich die Vertragspartner darauf einigen, dass ein anderer Vertrag aufgehoben oder beendet wird. Im Gegensatz zur Kündigung bedarf es bei einem Aufhebungsvertrag einer Einigung zwischen den Vertragsparteien. Der Aufhebungsvertrag kann daher nicht einseitig erklärt oder verlangt werden. Wenn einer der Vertragspartner dem Abschluss eines Aufhebungsvertrages nicht zustimmt, kommt der Aufhebungsvertrag nicht zustande, der in Bezug genommene Vertrag bleibt bestehen.

### Anfechtung
Ein Vertrag kann in bestimmten Fällen durch Anfechtung beendet werden. Ähnlich wie die Kündigung ist auch die Anfechtungserklärung eine einseitige empfangsbedürftige Willenserklärung. Der Unterschied zur Kündigung besteht darin, dass die Anfechtung auf den Zeitpunkt des Vertragsschlusses zurückwirkt und der Vertrag nachträglich so behandelt wird, als sei er nie zustande gekommen. Die Anfechtung wird in den meisten Fällen mit einer widerrechtlichen Drohung oder einer arglistigen Täuschung begründet (vgl. § 123 BGB): Einer der Vertragspartner macht geltend, dass er entweder zum Abschluss des Vertrages gezwungen wurde oder dass er über eine bestimmte Tatsache so getäuscht wurde, dass er den Vertrag nicht abgeschlossen hätte, wenn er von der Täuschung gewusst hätte. Beispiel aus dem Arbeitsrecht: Der Bewerber behauptet wahrheitswidrig, einen Hochschulabschluss zu besitzen oder eine Ausbildung absolviert zu haben und wird daraufhin eingestellt. Beispiel aus dem Mietrecht: Der Mietinteressent behauptet auf Nachfrage wahrheitswidrig, noch nie eine eidesstattliche Versicherung abgegeben zu haben und schließt daraufhin einen Mietvertrag ab. In beiden Fällen kann das Vertragsverhältnis durch Anfechtung rückwirkend aufgehoben werden, sobald der Vertragspartner von der Täuschung erfährt.

## Rechtsfolgen
Auf der Grundlage des § 140 BGB ist eine Umdeutung von ordentlichen in außerordentliche Kündigungen und umgekehrt möglich oder eine Umdeutung einer außerordentlichen Kündigung in einen Aufhebungsvertrag oder einer Kündigung in eine Anfechtung des Arbeitsvertrags, sofern die ursprüngliche Kündigung unwirksam war. Bei einem Mietverhältnis über Wohnraum kann eine fristlose Kündigung, nicht aber eine ordentliche Kündigung, wegen Zahlungsverzugs unwirksam werden, wenn die rückständige Miete innerhalb einer Schonfrist von  zwei Monaten nach Erhebung der Räumungsklage nachgezahlt wird (§ 569 Abs. 3 Nr. 2 BGB).
Durch die wirksame Kündigung erlischt das Schuldverhältnis für die Zukunft (ex nunc), eine Rückforderung bereits erbrachter Leistungen wie beim Rücktritt ist deshalb allgemein ausgeschlossen.